# Josiah Kerr
Josiah Leeds Kerr (* 10. Januar 1861 in Vienna, Dorchester County, Maryland; † 27. September 1920 in Cambridge, Maryland) war ein US-amerikanischer Politiker. In den Jahren 1900 und 1901 vertrat er den Bundesstaat Maryland im US-Repräsentantenhaus.

## Werdegang
Josiah Kerr besuchte die öffentlichen Schulen seiner Heimat. Im Jahr 1880 zog er nach Crisfield, wo er bei der Verwaltung einer in der Holzbranche tätigen Firma angestellt wurde. Fünf Jahre später ließ Kerr sich in Cambridge nieder. Zwischen 1898 und 1900 war er Schulinspektor (School Examiner). Politisch schloss er sich der Republikanischen Partei an.
Nach dem Rücktritt des Abgeordneten John Walter Smith wurde Kerr bei der fälligen Nachwahl für den ersten Sitz von Maryland als dessen Nachfolger in das US-Repräsentantenhaus in Washington, D.C. gewählt, wo er am 6. November 1900 sein neues Mandat antrat. Da er bei den regulären Kongresswahlen des Jahres 1900 auf eine weitere Kandidatur verzichtete, konnte er bis zum 3. März 1901 nur die laufende Legislaturperiode im Kongress beenden.
Nach dem Ende seiner Zeit im US-Repräsentantenhaus kehrte Josiah Kerr nach Cambridge zurück. In den folgenden Jahren arbeitete er als fahrender Händler. Er starb am 27. September 1920 in Cambridge, wo er auch beigesetzt wurde.